# Daniel Freitag
Daniel Freitag (* 1986 in Steinheim (Westfalen)) ist ein deutscher Sänger, Musiker und Komponist.
Daniel Freitag gründete bereits im Jugendalter erste Bands. Er studierte Musikwissenschaft in Marburg und Berlin.
Er arbeitete zunächst als Musiker und Komponist an zahlreichen Theatern. 2017 veröffentlichte er sein Debüt-Album „Still“. Im Video zur Single „Don’t“ spielt die Schauspielerin Sandra Hüller eine arbeitslose Superheldin. Das Video wurde 2018 bei den Internationalen Kurzfilmtage Oberhausen als bestes Musikvideo nominiert.
Der Song, den Freitag auch im ZDF-Morgenmagazin präsentierte, erschien bereits 2016 auf einem Sampler des Berliner Labels Staatsakt (Label). 2022 erschien sein zweites Album "The Laws Of Attraction".
Mit dem Schlagzeuger Max Andrzejewski und dem Trompeter Nils Ostendorf bildet er das Trio Polypore.
Er arbeitet außerdem als Produzent und Mixer für Künstler wie Sandra Hüller, PaulaPaula, Vögel die Erde essen und Kliffs.

## Theatermusik
In Marburg begann Daniel Freitag 2008 Musik für Theaterproduktionen am Hessischen Landestheater Marburg zu komponieren. Diese Arbeit setzte er in Berlin fort, wo er unter anderem an der Schaubühne am Lehniner Platz für Produktionen von Thomas Ostermeier und Ivo van Hove Musik komponierte.
Er arbeitete an zahlreichen deutschen Theatern wie den Münchner Kammerspiele, dem Staatstheater Stuttgart, dem Schauspiel Frankfurt, sowie an ausländischen Bühnen wie der Toneelgroep Amsterdam, dem Dramaten in Stockholm, dem Barbican Centre in London und dem Festival von Avignon. Im Frühjahr 2020 übernahm er die musikalische Leitung und Komposition für die Produktion Decamerone in der Regie des russischen Regisseurs Kirill Serebrennikow am Deutschen Theater Berlin, bei der er auch als Musiker auf der Bühne steht. Weiterhin arbeitete er mit Falk Richter am Schauspielhaus Hamburg und dem ungarischen Regisseur Kornél Mundruczó am Thalia Theater (Hamburg) und der Volksbühne Berlin. Falk Richters Inszenierung "The Silence" an der Schaubühne Berlin mit Bühnenmusik von Daniel Freitag wurde 2024 zum Theatertreffen und den Mülheimer Theatertagen eingeladen und erhielt darüber hinaus den Friedrich-Luft-Preis im selben Jahr.

## Diskographie (Auszug)
- 2017: Daniel Freitag – Still (Akkerbouw) Album
- 2019: Vögel die Erde essen – Die goldene Peitsche (Kreismusik) – als Produzent und Mixer
- 2019: Daniel Freitag – L'Age d'Or (Akkerbouw) – Mixtape
- 2020: Sandra Hüller – Be Your Own Prince (Kreismusik) – als Produzent, Musiker und Mixer
- 2021: Daniel Freitag – It's Friday, Baby! (Akkerbouw) EP
- 2022: Mascha Juno – Uno (Akkerbouw) – als Produzent und Mixer
- 2022: Daniel Freitag – The Laws Of Attraction (Akkerbouw/Kreismusik) Album
- 2023: PaulaPaula – Schade Kaputt – als Produzent, Musiker und Mixer
- 2023 Kliffs – After The Flattery – (Backseat) als Produzent und Mixer
- 2024 Daniel Freitag – THEATERMUSIK I: Maria Stuart (Akkerbouw) Album